# Jeunesse Canach
Jeunesse Canach – luksemburski klub piłkarski z siedzibą w mieście Canach w południowo-wschodnim Luksemburgu.

## Historia
Chronologia nazw:
- 1930—1940: FC Fortuna Canach
- 1946—1953: FC Fortuna Canach
- od 1957: FC Jeunesse Canach

Klub został założony w 1930 roku jako FC Fortuna Canach, ale wraz z rozpoczęciem II wojny światowej został rozwiązany. W 1946 roku został reaktywowany ale w 1953 ponownie rozwiązany. 27 lutego 1957 roku klub ponownie reaktywowany pod nazwą FC Jeunesse Canach. Zespół przez długi czas występował w 2. Division. Cztery raz awansował do 1. Division i kilka razy spadał do 3. Division. Po zakończeniu sezonu 2004/2005 zajął 2 miejsce w 1. Division i po raz pierwszy w historii klubu awansował do Éierepromotioun. Po pięciu sezonach gry w Éierepromotioun, w 2010 zdobył po raz pierwszy awans do pierwszej ligi. Jednak w debiutowym sezonie 2010/11 zajął ostatnie 14 miejsce i powrócił do drugiej ligi. W następnym sezonie zdobył mistrzostwo Éierepromotioun i po raz drugi awansował do pierwszej ligi.

## Sukcesy

### Trofea międzynarodowe
Nie uczestniczył w rozgrywkach europejskich (stan na 31-05-2012).

### Trofea krajowe
| \| \| Zdobyte trofea w rozgrywkach Luksemburga (stan na: 31-05-2012) \| |                                                                |      |            |
| Rozgrywki                                                               | Osiągnięcie                                                    | Razy | Sezon(y)   |
| Mistrzostwo                                                             | I miejsce                                                      | 0    |            |
| Mistrzostwo                                                             | II miejsce                                                     | 0    |            |
| Mistrzostwo                                                             | III miejsce                                                    | 0    |            |
| Mistrzostwo                                                             | 14 miejsce                                                     | 1    | 2011       |
| Puchar                                                                  | zdobywca                                                       | 0    |            |
| Puchar                                                                  | finalista                                                      | 0    |            |
| Puchar                                                                  | ćwierćfinalista                                                | 2    | 2010, 2011 |
| II liga                                                                 | I miejsce                                                      | 1    | 2012       |
| II liga                                                                 | II miejsce                                                     | 1    | 2010       |
| II liga                                                                 | III miejsce                                                    | 0    |            |
| Luksemburg                                                              | Zdobyte trofea w rozgrywkach Luksemburga (stan na: 31-05-2012) |      |            |

## Stadion
Klub rozgrywa swoje mecze domowe na stadionie Stade Rue de Lenningen w Canach, który może pomieścić 1,000 widzów.